# Sangue e arena (film 1922)
Sangue e arena (Blood and Sand) è un film muto del 1922 diretto da Fred Niblo e da (non accreditata) Dorothy Arzner, remake della pellicola spagnola del 1916
Dramma passionale basato sul romanzo del 1909 Sangue e arena (Sangre y Arena) di Vicente Blasco Ibáñez, ebbe un grandissimo successo al botteghino. Primeggia su tutte la figura di Rodolfo Valentino, con il suo magnetismo personale sorretto da una buona sensibilità recitativa.

## Trama
È una storia d'amore e morte ambientata a Siviglia (Spagna). Juan Gallardo sogna di diventare un torero come già fu suo padre, morto proprio nell'arena, nonostante il parere contrario dei familiari. Riuscirà nel suo intento e raggiungerà la celebrità e la ricchezza oltreché la passione per due donne: Carmen Espinosa, una ragazza povera che sposerà, e Donna Sol, un'affascinante quanto volubile nobildonna. Ma il destino è crudele e Juan morirà durante l'ultima corrida chiedendo perdono alla sua fidanzata per averla tradita.

## Remake
- Sangue e arena (Blood and Sand), diretto da Rouben Mamoulian, con Tyrone Power, Linda Darnell e Rita Hayworth (1941)
- Ossessione d'amore (Sangre y arena), diretto da Javier Elorrieta, con Chris Rydell, Sharon Stone e Ana Torrent (1989)

Da notare che lo stesso Blasco Ibáñez codiresse la prima versione cinematografica del suo romanzo nel 1916: Sangre y arena, opera restaurata nel 1998 dalla Filmoteca de la Generalitat Valenciana.